# Мавар (тайфун)
Тайфун «Мавар» (англ. Typhoon Mawar) також відомий як Супертайфун Бетті (англ. Super Typhoon Betty) — один із найпотужніших тропічних циклонів у Північній півкулі за всю історію спостережень у травні, і разом із тайфуном «Болавен» став найсильнішим тропічним циклоном у світі у 2023 році. Назва «Мавар» малазійською мовою означає «Шипшина». 
Тайфун Мавар пройшов на північ від Гуаму як тайфун 4 категорії 24 травня, принісши ураганний вітер і сильний дощ, що стало найсильнішим штормом, який вразив острів після тайфуну Понгсона в 2002 році. Президент США Джо Байден 27 травня оголосив Гуам зоною великого лиха, дозволивши розподілити федеральні кошти. Двоє чоловіків вважаються мертвими після зникнення безвісти у водах Гуаму; крім того, на Тайвані повідомлялося про одну смерть, пов’язану зі штормом. Тайфун спричинив одну смерть, одне легке поранення та завдав збитків на 201 696 рупій (3584 долари США), коли він проходив поблизу східних Філіппін. Сильний дощ у деяких частинах Японії забрав життя двох людей і залишив чотирьох зниклими безвісти. Щонайменше 8900 будинків зникла електроенергія в Японії. Загальний збиток від тайфуну оцінюється в 4,3 мільярда доларів США.